# Herb Pobiedzisk

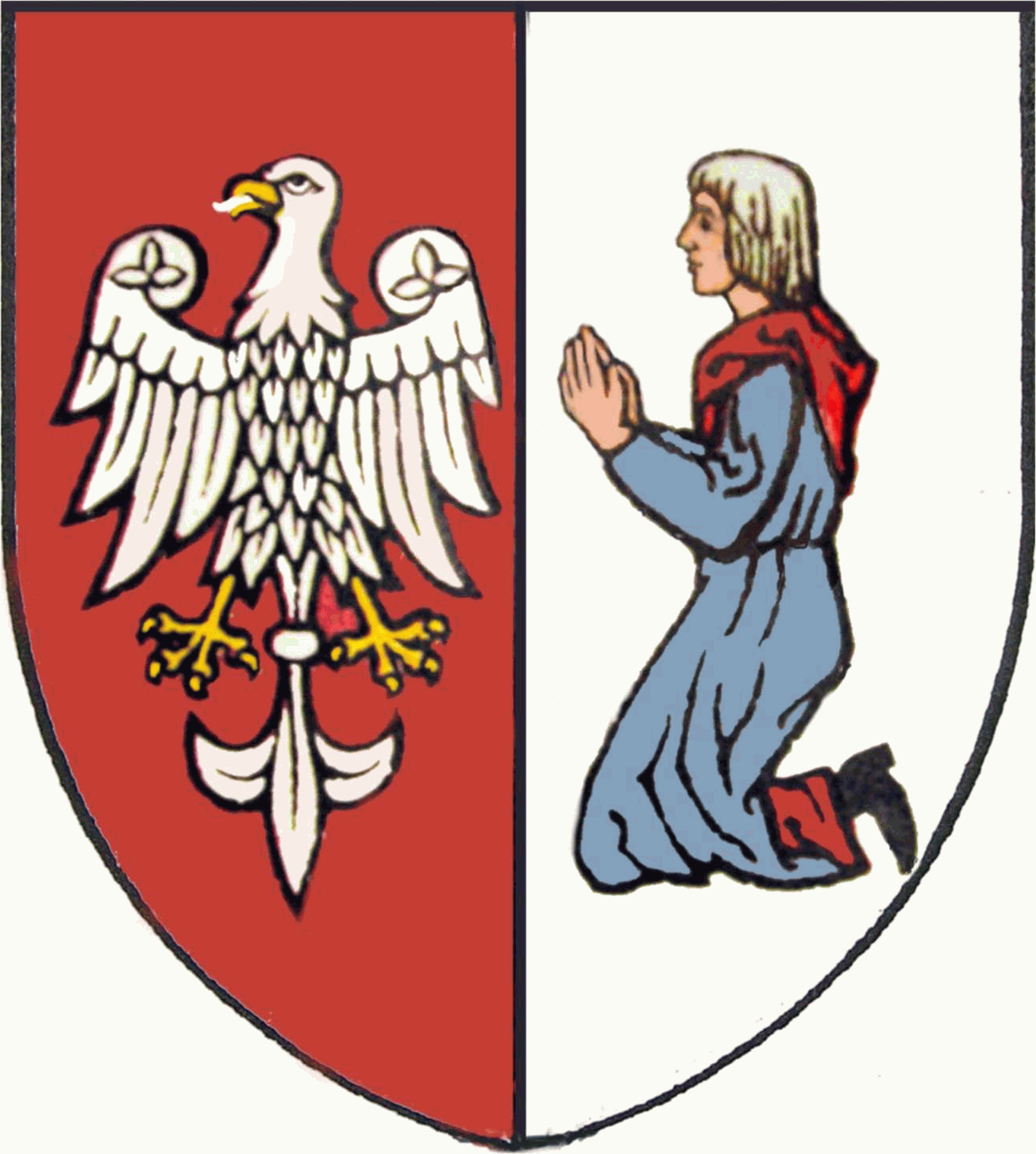
Dotychczas używany herb

Herb Pobiedzisk – jeden z symboli miasta Pobiedziska i gminy Pobiedziska w postaci herbu.

## Wygląd i symbolika
Herb Pobiedzisk pojawił się już na datowanej na XIV wiek pieczęci miejskiej i od początku wyobrażał orła i klęczącą postać. W formie takiej zatwierdzony został w 1938 roku wedle opisu: Tarcza dwudzielna w słup. W polu prawym czerwonym Orzeł Biały bez korony, zwrócony w prawo, z dziobem i szponami złotymi, językiem srebrnym. W polu lewym srebrnym postać ludzka klęcząca zwrócona w prawo, z rękami złożonymi do modlitwy. Twarz i ręce – barwy naturalnej, włosy – jasne; suknia błękitna, na ramionach – kaptur czerwony, nogawice – czerwone, obuwie czarne. Zmiana herbu w 2024 roku polegała na uspójnieniu wizerunku języka orła z resztą herbu oraz zmianie formy tarczy na hiszpańską.
Symbolika postaci w lewym polu herbu nie jest do końca rozpoznana. W korespondencji z Komisją Heraldyczną jej eksperci wskazywali, że pierwotnie postacią tą mógł być święty patron, a pole herbu mogło być niepodzielone.